# Esja
L'Esja ou Esjan est un massif de montagnes volcaniques basaltiques situé dans le Sud-Ouest de l'Islande, dominant la capitale islandaise Reykjavik située au sud-ouest. Il culmine à 914 mètres d'altitude au Hábunga.

## Géographie
L'Esja est situé dans le Sud-Ouest de l'Islande, au fond de Faxaflói, au sud du Hvalfjörður et au sud-est de la péninsule d'Akranes. Administrativement, il fait partie des municipalités de Reykjavíkurborg, depuis le rattachement du comté de Kjalarnes en 1998 à la ville, et de Kjósarhreppur de la région de Höfuðborgarsvæðið.
Ces montagnes forment un plateau au sommet relativement plat, aux flancs escarpés et découpés par de profondes vallées encaissées, notamment au nord. Au centre du massif et du plateau sommital, le Hábunga constitue le point culminant de l'Esja avec 914 mètres d'altitude.
La partie supérieure des montagnes est composée de rhyolite, ce qui leur donne une teinte plus claire que le reste du massif. Ainsi, un écrivain Islandais du XIXe siècle, pensant apercevoir la lueur du soleil sur ces montagnes après une longue période de pluie, se rendit compte qu'il n'en était rien mais que c'était la roche elle-même qui était plus claire.
Les relais de transmission pour la radio et la télévision se situent sur le Skálafell, dans le Sud-Est du massif.

## Histoire
L'Esja s'est formé à la fin du Pléistocène, en même temps que le début de l'âge glaciaire de cette époque. Sa partie occidentale est la plus âgée, jusqu'à 3,2 millions d'années, tandis que l'orientale est plus jeune, jusqu'à 1,8 million d'années. Le massif est formé d'un empilement de coulées de lave issues des volcans de Kjalarnes et de Stardal. Les glaciers ont ensuite érodé le massif en formant notamment les vallées qui entaillent ses flancs. L'Akrafjall, le massif situé au nord-ouest de l'Esja de l'autre côté du Hvalfjörður, s'est formé selon le même processus.

## Tourisme
Étant proche de l'agglomération de Reykjavik qui regroupe plus de la moitié de la population islandaise, l'Esja est une région appréciée des randonneurs et des escaladeurs. Les sentiers les plus faciles mènent aux sommets Þverfell et Kerhólakambur à 851 mètres d'altitude où se trouve un livre d'or et qui offrent un panorama sur la capitale.
Des bus permettent de s'y rendre. Sur ses pentes se trouve une station de ski.

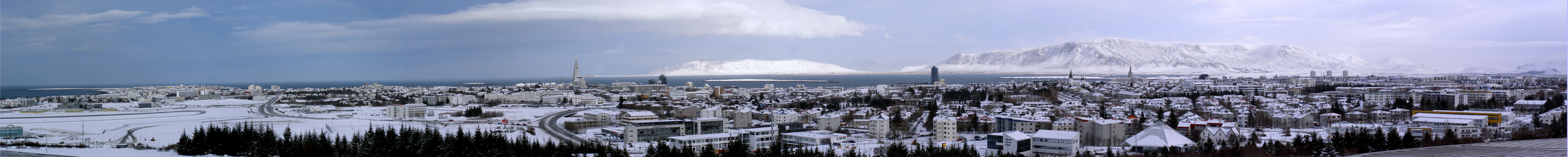
Image panoramique de Reykjavik depuis le Perlan avec l'Esja à droite et l'Akrafjall au centre.